# Dinar kuwaitiano
O dinar kuwaitiano, dinar coveitiano ou dinar cuaitiano (ISO 4217: KWD, abreviado como د.ك) é a moeda oficial do Kuwait. É conhecido por ser a moeda corrente mais valorizada do mundo, apesar de a sua circulação no mercado internacional ser praticamente insignificante. Atualmente, a sua cotação em relação ao dólar é a única a superar a marca dos US$3,00. Subdivide-se em fils.

## Moedas

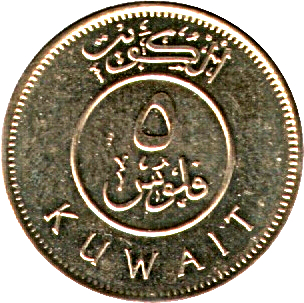
Moeda de 5 fils
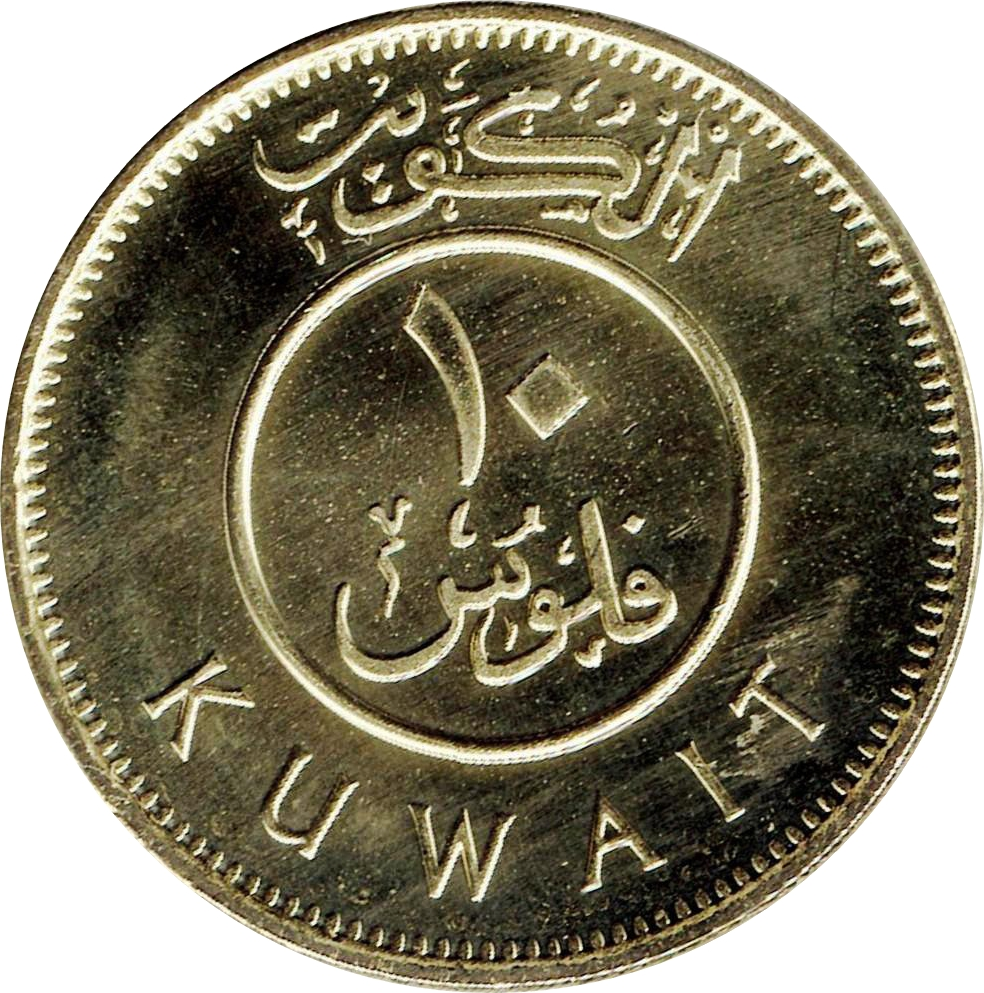
Moeda de 10 fils
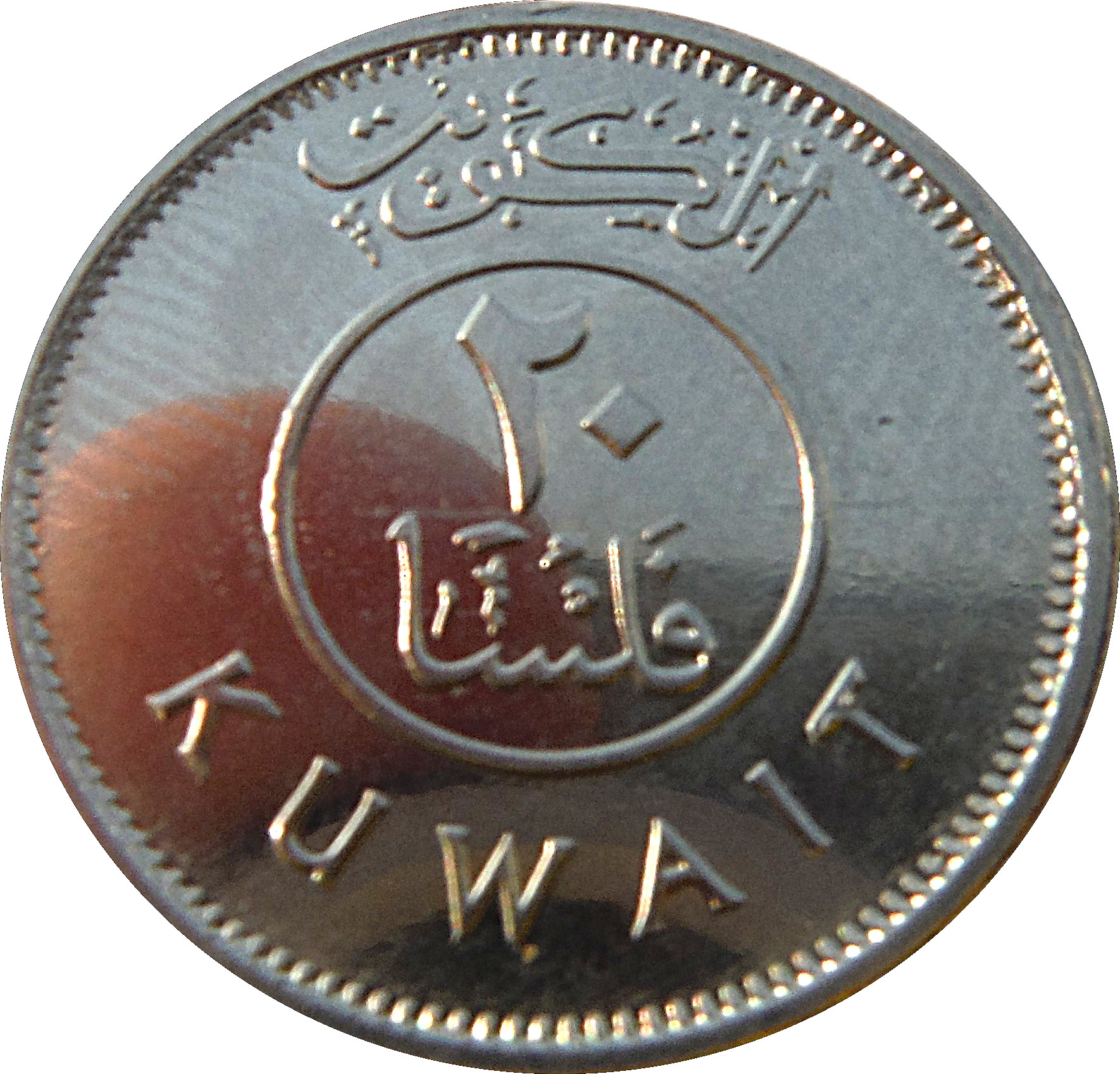
Moeda de 20 fils

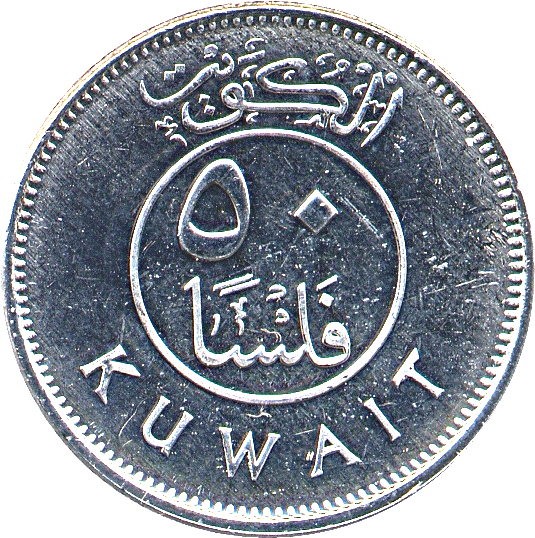
Moeda de 50 fils
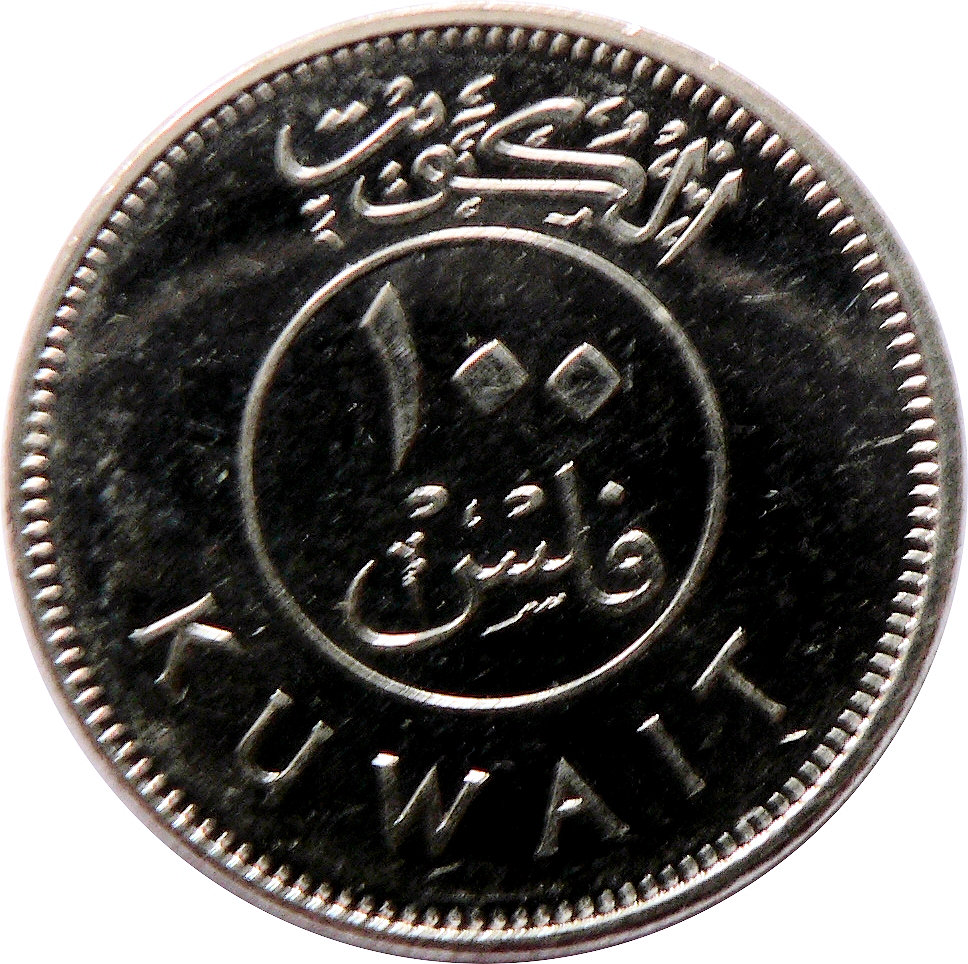
Moeda de 100 fils